# Ministero dell'ambiente e dell'energia (Grecia)
Il Ministero dell'ambiente e dell'energia (in greco Υπουργείο Περιβάλλοντος και Ενέργειας?, Ypourgeio Perivallontos kai Energeias) è un dicastero del governo greco.
Dal 14 marzo 2025 il ministro in carica nel secondo governo Mītsotakīs è Stauros Papastaurou.

## Storia
Le origini del ministero si possono ritrovare nella creazione del Ministero dei lavori pubblici nel 1961, ridenominato nel 1980 in Ministero della pianificazione del territorio, degli insediamenti e dell'ambiente e ridenominato nuovamente nel 1985 in Ministero dell'ambiente, della pianificazione del territorio e dei lavori pubblici.
Nel 2009 le deleghe ai lavori pubblici sono state trasferite al Ministero delle infrastrutture e dei trasporti e il ministero è stato ridenominato in Ministero dell'ambiente, dell'energia e dei cambiamenti climatici, ereditando le deleghe relative alla politica energetica dal Ministero dello sviluppo. Per alcuni mesi nel 2015 il dicastero è stato noto come Ministero della ricostruzione produttiva, dell'ambiente e dell'energia, assumendo poi la denominazione di Ministero dell'ambiente e dell'energia.

## Elenco dei ministri
| Ministro  | Ministro                        | Partito                          | Governo             | Mandato           | Mandato           |
| Ministro  | Ministro                        | Partito                          | Governo             | Inizio            | Fine              |
| --------- | ------------------------------- | -------------------------------- | ------------------- | ----------------- | ----------------- |
|           | Tina Mpirmpilī (1969)           | Movimento Socialista Panellenico | Giōrgos Papandreou  | 7 ottobre 2009    | 17 giugno 2011    |
|           | Giorgos Papakonstantinou (1961) | Movimento Socialista Panellenico | Pikrammenos I       | 17 giugno 2011    | 11 novembre 2011  |
| Papadīmos | Giorgos Papakonstantinou (1961) | Movimento Socialista Panellenico | 11 novembre 2011    | 17 maggio 2012    |                   |
|           | Grīgorios Tsaltas (?)           | Indipendente                     | Pikrammenos II      | 17 maggio 2012    | 21 giugno 2012    |
|           | Euaggelos Livieratos (?)        | Indipendente                     | Samaras             | 21 giugno 2012    | 25 giugno 2013    |
|           | Giannīs Maniatīs (1956)         | Movimento Socialista Panellenico | Samaras             | 25 giugno 2013    | 27 gennaio 2015   |
|           | Panagiōtīs Lafazanīs (1951)     | SYRIZA                           | Tsipras I           | 27 gennaio 2015   | 17 luglio 2015    |
|           | Panos Skourletīs (1962)         | SYRIZA                           | Tsipras I           | 17 luglio 2015    | 28 agosto 2015    |
|           | Iōannīs Gkolias (?)             | Indipendente                     | Thanou-Christofilou | 28 agosto 2015    | 20 settembre 2015 |
|           | Panos Skourletīs (1962)         | SYRIZA                           | Tsipras II          | 20 settembre 2015 | 5 novembre 2016   |
|           | Giōrgos Stathakīs (1953)        | SYRIZA                           | Tsipras II          | 5 novembre 2016   | 9 luglio 2019     |
|           | Kōstīs Chatzīdakīs (1965)       | Nuova Democrazia                 | Mītsotakīs I        | 9 luglio 2019     | 5 gennaio 2021    |
|           | Kōstas Skrekas (1973)           | Nuova Democrazia                 | Mītsotakīs I        | 5 gennaio 2021    | 25 maggio 2023    |
|           | Pantelīs Kapros (?)             | Indipendente                     | Sarmas              | 25 maggio 2023    | 26 giugno 2023    |
|           | Thodōros Skylakakīs (1959)      | Nuova Democrazia                 | Mītsotakīs II       | 27 giugno 2023    | 14 marzo 2025     |
|           | Stauros Papastaurou (1967)      | Nuova Democrazia                 | Mītsotakīs II       | 14 marzo 2025     | in carica         |